# 2013年11月3日日食
2013年11月3日日食是一次全環食，發生於2013年11月3日。新月當天（即朔日），地球上觀測到月球和太阳的角距離極小，此時月球如果恰好在月球交點附近，穿過太阳和地球之間，與地球、太阳接近一直線，則會出現日食。月球穿過太阳和地球之間，本影末端與地表距離很小時，由於地表呈弧形，食帶中心附近地表被本影覆蓋，形成日全食，而食帶中心較遠的區域內本影未能接觸地表，使地表被偽本影覆蓋，形成日環食。這種同一次日食中先後出現全食和環食的稱為全環食。與單純的日全食和日環食類似，全環食的本影和偽本影兩側數千公里的半影範圍內也會形成日偏食。此次日環食只經過了極短的海洋，日全食經過了加蓬、刚果共和国、刚果民主共和国、乌干达、肯尼亚、埃塞俄比亚、索马里，日偏食則覆蓋了及周邊部分地區。此次是21世紀所有全環食中日全食持續最長的一次。

## 日食概況

### 出現區域
此次日食發生時，美国北卡罗来纳州、百慕大、巴哈马之間的大西洋海域最先在日出時看到日環食，然後偽本影向東偏南方向移動經過400多公里後，旋即本影錐末端接觸地表，環食轉變為全食，本影穿過北大西洋，在利比里亚西南約310公里的洋面達到最大食分。隨後本影逐漸轉為向東移動，並在加蓬海岸登陸非洲，橫跨非洲多國後在日落時分結束於索马里穆杜格州境內，此時仍為日全食。
此次偽本影僅劃過了大西洋西部約400多公里的海面，陸地上看不到日環食。本影覆蓋範圍內能看到日全食，其中陸地依次包括：
- 加彭：濱海奧果韋省北端、河口省南部、中奧果韋省中部自西向東橫貫、恩古涅省極北端極小區域、奧果韋-伊溫多省南部、奧果韋-洛洛省北部、上奧果韋省北部。此外，首都利伯維爾位於全食帶北緣附近，能看到食分接近1的日偏食；
- 刚果共和国：西盆地省中部偏南、盆地省北部、桑加省南端、利夸拉省南部；
- 刚果民主共和国：自西向東橫貫赤道省中部偏南、東方省（英语：Orientale Province）中部偏南；
- 乌干达：自西向東橫貫北部區；
- ：自西向東橫貫裂谷省的圖爾卡納郡中部偏北、东部省的馬薩比特郡西北部；
- 衣索比亞：自西向東橫貫奧羅米亞州南部、索馬里州中部偏南；
- ：從穆杜格州西部邊境進入該國後不久即離開地表。[4][5]

除了上述狹窄的區域能看到日全食或日環食，月球半影覆蓋範圍內都能看到日偏食，包括北美洲的格陵兰南部、加拿大東部、圣皮埃尔和密克隆、美国東部、百慕大、加勒比地區諸島、墨西哥極東端、萨尔瓦多中東部、尼加拉瓜絕大部分、哥斯达黎加、巴拿马，南美洲的委內瑞拉、圭亚那、蘇利南、法屬圭亞那全境和哥伦比亚的絕大部分、厄瓜多尔北部、秘鲁東北部、巴西北半部，欧洲的伊比利亚半岛、法国南部、意大利南部、马耳他、阿尔巴尼亚中南部、馬其頓共和國南半部、希腊、保加利亚南部、俄罗斯西南部，非洲除南非南部和莱索托極南端外的絕大部分，亚洲的西亚除伊朗東部和阿曼東北角外的大部分。
一般全環食發生時，地表不同區域會先後出現環食、全食、環食，但本次全環食只會先後出現環食和全食，全食之後不再變為環食。在公元前2000年至公元3000年間的569次全環食中，只有26次屬於這種類型。這也是1854年至2172年間唯一一次這種類型的全環食。
此次日食之後，整個非洲直到2027年8月2日才能再次看到日全食。

此次全環食過程中月影在地表移動的動畫

### 基本參數
- 類型：全環食
- 食甚中心處（位於利比里亚以南約310公里的大西洋）資料：
  - 時間：2013年11月3日12:46:28.9
  - 地點：3°29.4′N 11°41.9′W / 3.4900°N 11.6983°W
  - 食分：1.0159（全環食帶內最大）
  - 本影寬度：57.5公里
  - 日全食持續時間：1分39.6秒
- 全食最長處資料：
  - 時間：2013年11月3日12:50:51
  - 地點：3°1′N 10°30′W / 3.017°N 10.500°W
  - 本影寬度：57.7公里
  - 日全食持續時間：1分39.7秒（全環食帶內最長）[8]

## 觀測
從太阳高度角和全食持續時間來看，加蓬是所有陸地上最優的地點，但日食前當地的天氣預報並不樂觀。日食前約1小時，天氣也非常惡劣。所幸全食期間天空突然放晴，前往當地的科學家和遊客成功觀測了日全食。
乌干达總統約韋里·穆塞韋尼前往該國內比區帕夸奇波克韋羅鎮（Pokwero），與各國遊客共同觀看了日全食。當地日食期間天氣晴朗，觀測獲得成功。
因2013年8月的奈洛比機場大火和9月的内罗毕购物中心袭击事件，有些國家的政府發出了前往肯尼亚的旅行警告。為吸引遊客，肯尼亚政府投入1000萬肯尼亞先令加固道路，加長機場跑道並增加錫比洛伊國家公園的營地設施，並部署了安全部隊。日食期間，圖爾卡納湖畔最初天氣晴好，但全食階段受到沙尘暴影響，觀測未獲成功。
此外，美国、加拿大、法国、德国、爱尔兰等國科學家乘坐一架達梭獵鷹900B私人飛機從空中觀測了日全食。該機從百慕大起飛，向東南進入大西洋上空的全食帶內，觀測結束後返回百慕大。為使日食期間能在飛機側面看到太阳，飛機垂直進入全食帶，即垂直於月影移動方向，因此對飛行時間精度要求極高，全食時間也非常短，按預計航線，理論上全食最長僅有7秒。最終，飛機上全食持續了約1秒。

## 巧合事件
此次日食發生時恰逢2013年阿布扎比大獎賽，而阿布扎比正好能在日落前F1比賽進行過程中看到日偏食，這在直播中也出現了短暫畫面。

## 圖片

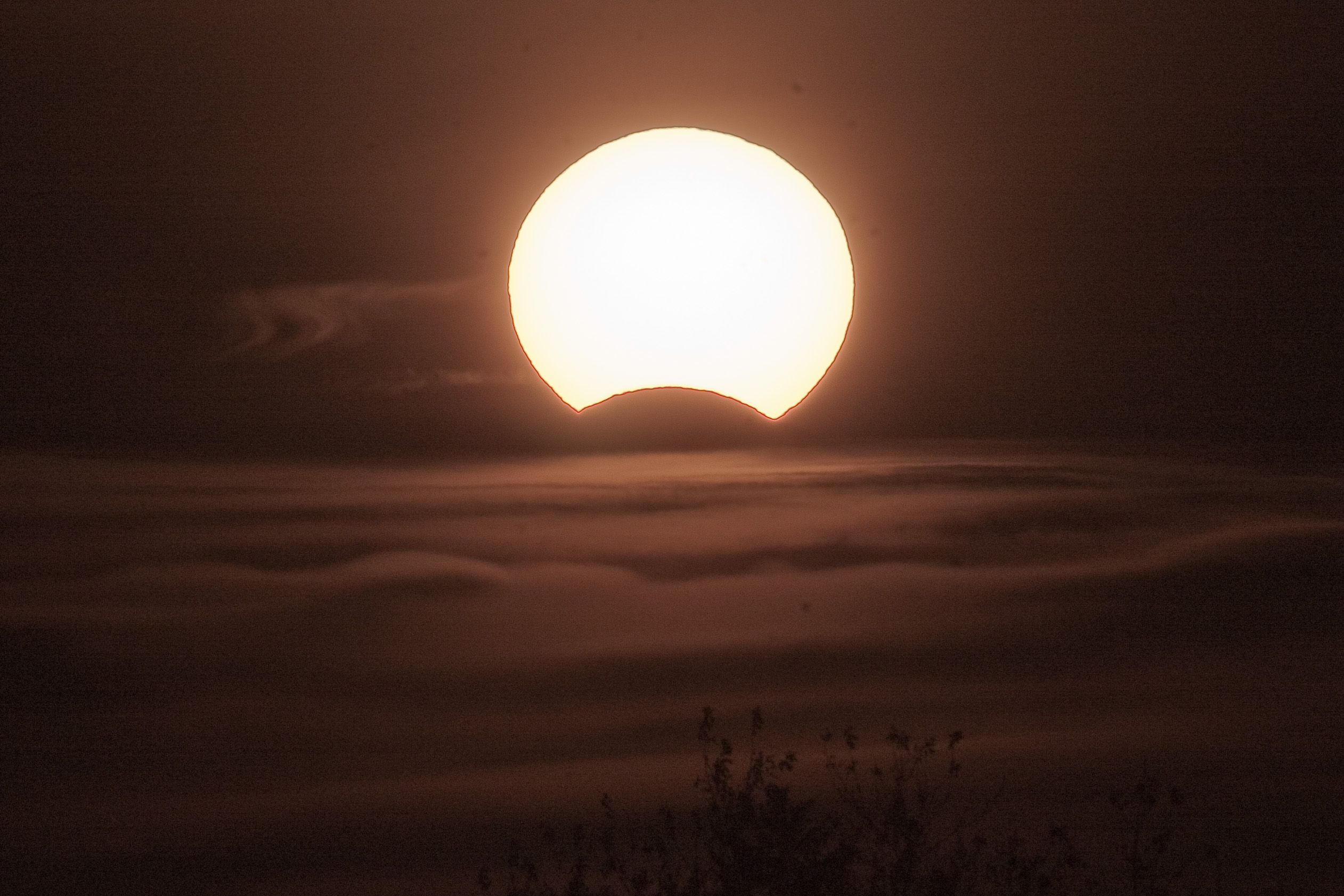
加拿大渥太華，11:24 UTC
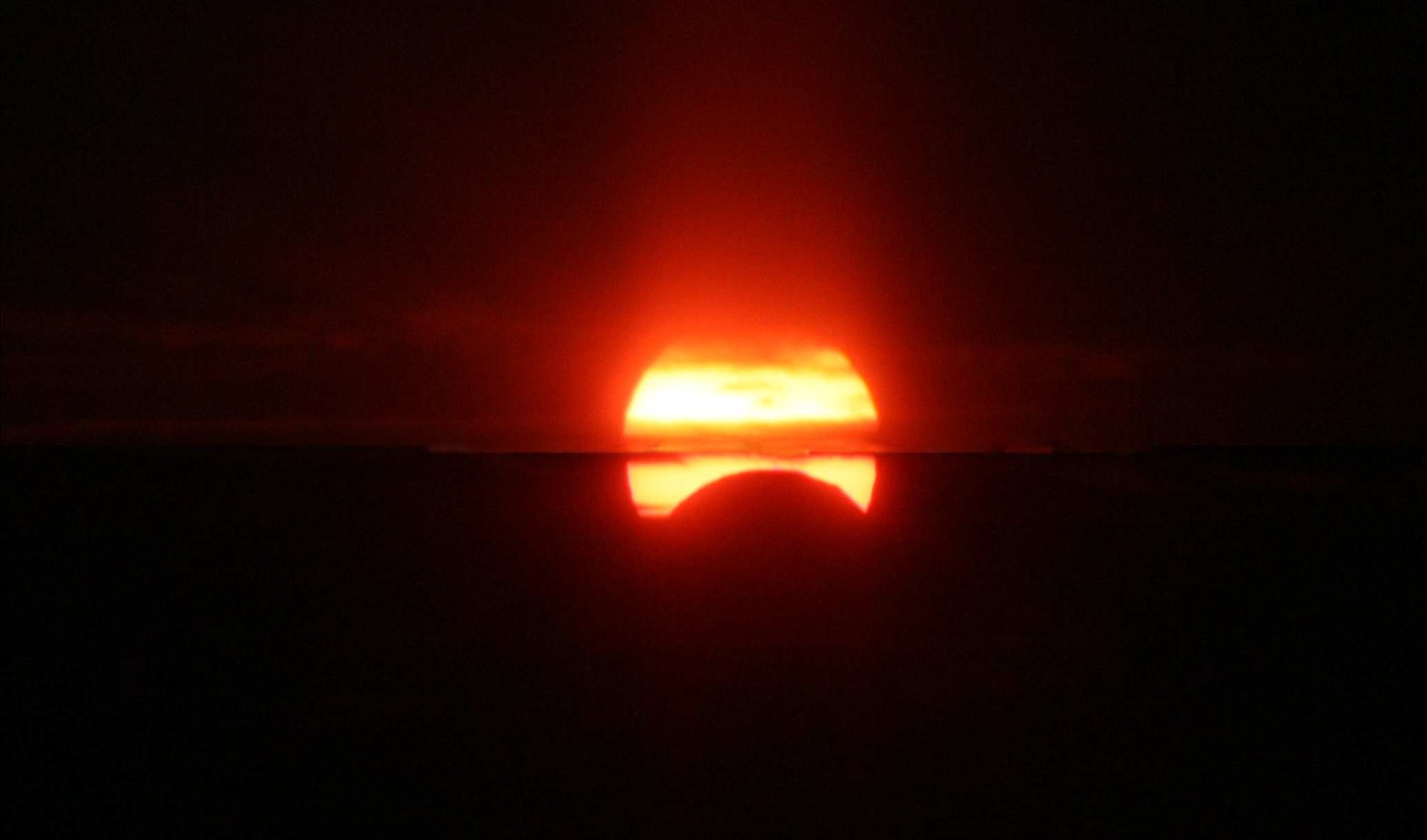
美國新澤西州自由州立公園（英语：Liberty State Park），11:37 UTC
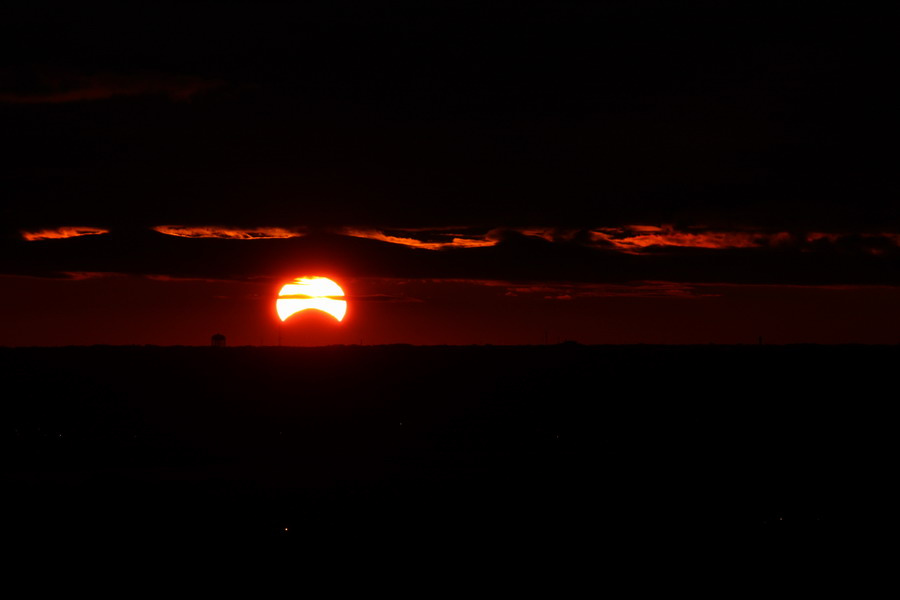
美國弗吉尼亞州阿靈頓縣，11:40 UTC
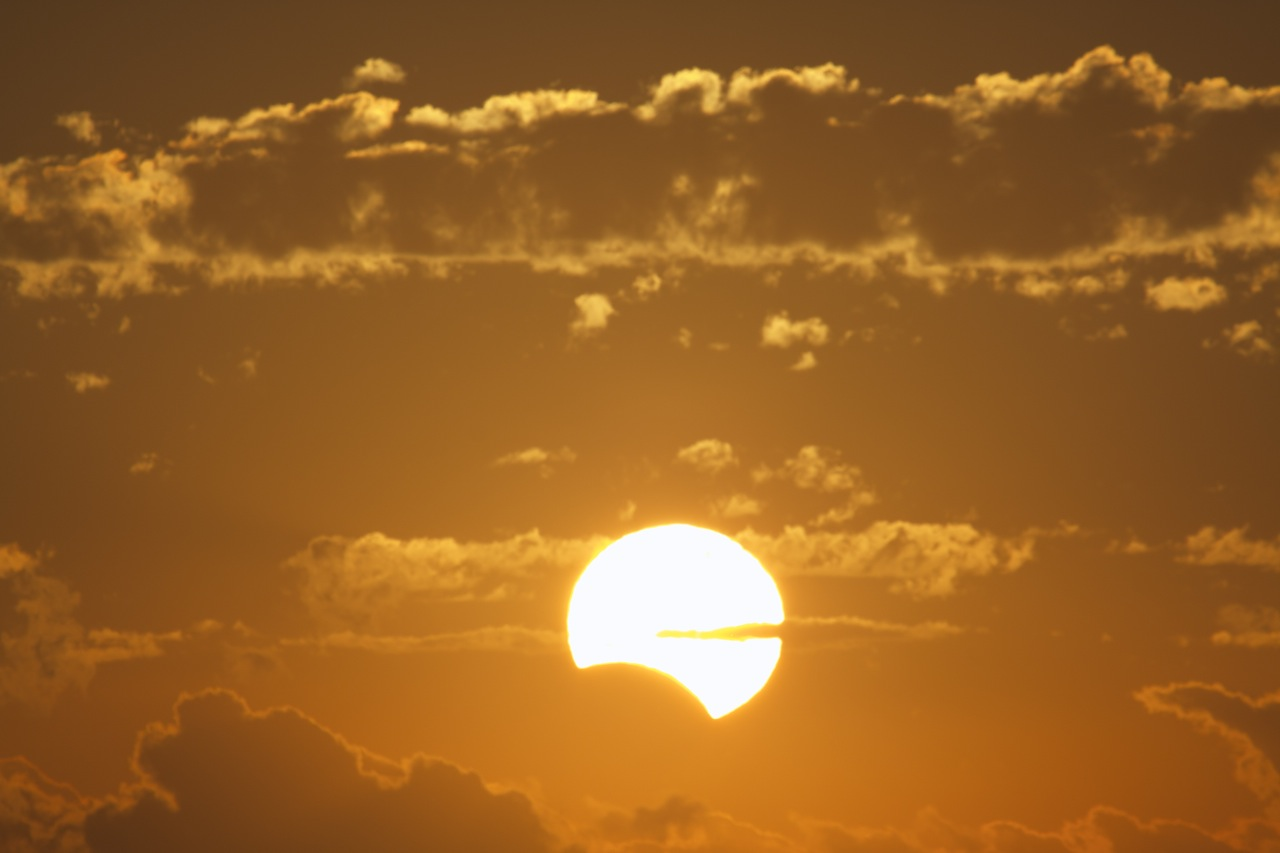
美國佛羅里達州墨爾本，11:45 UTC
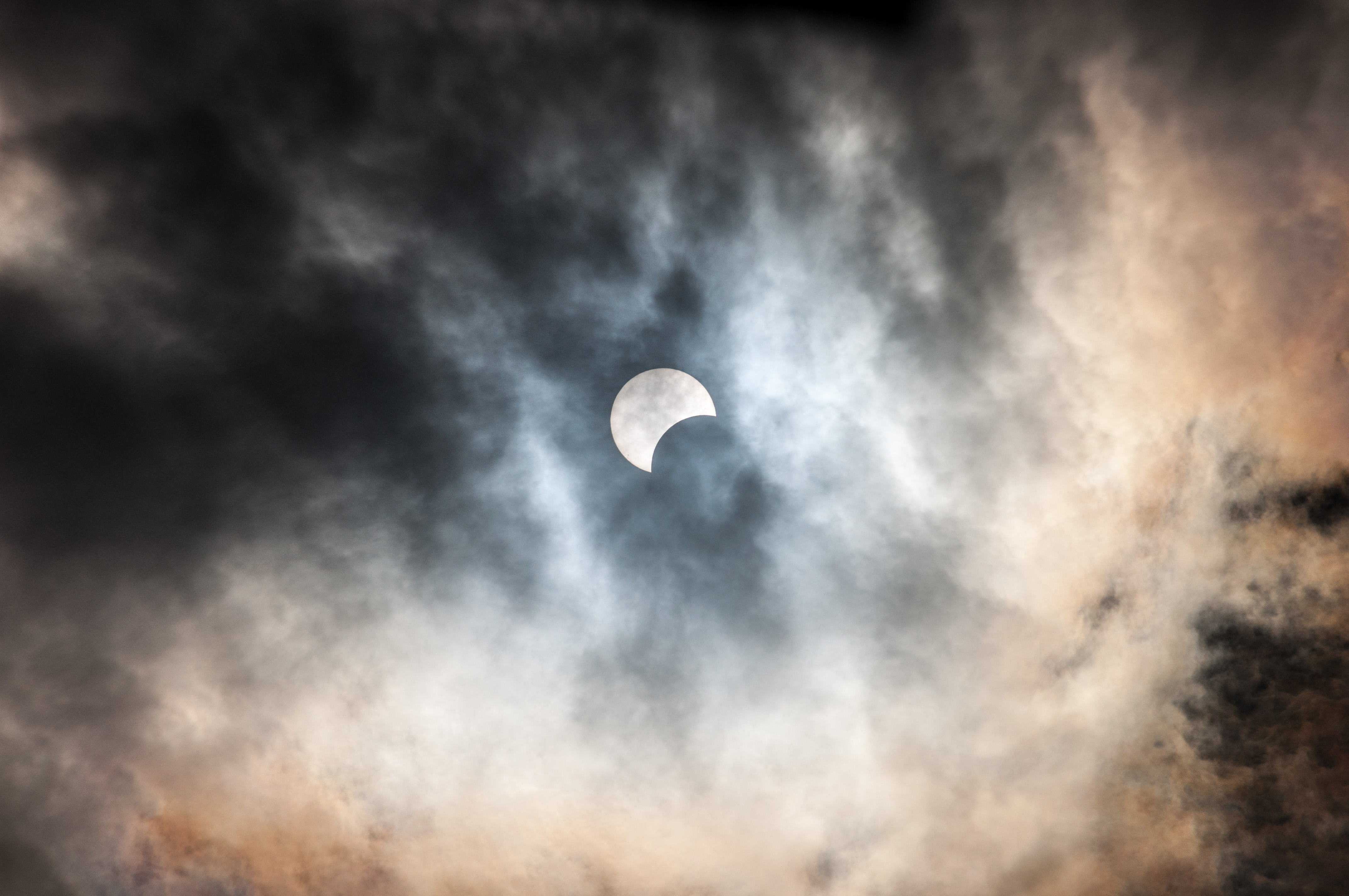
加那利群島拉斯帕爾馬斯，12:01 UTC
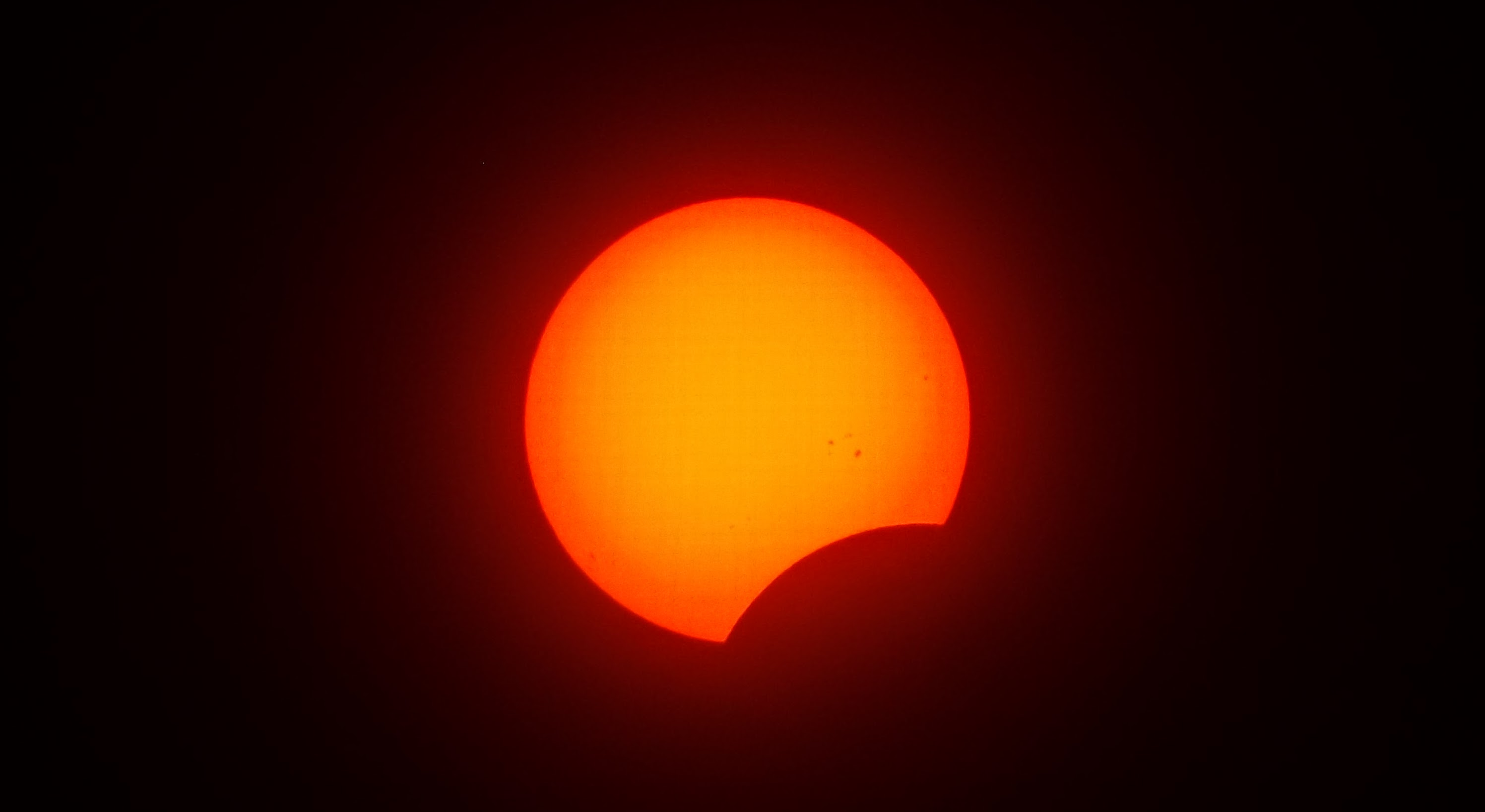
摩洛哥得土安，12:27 UTC
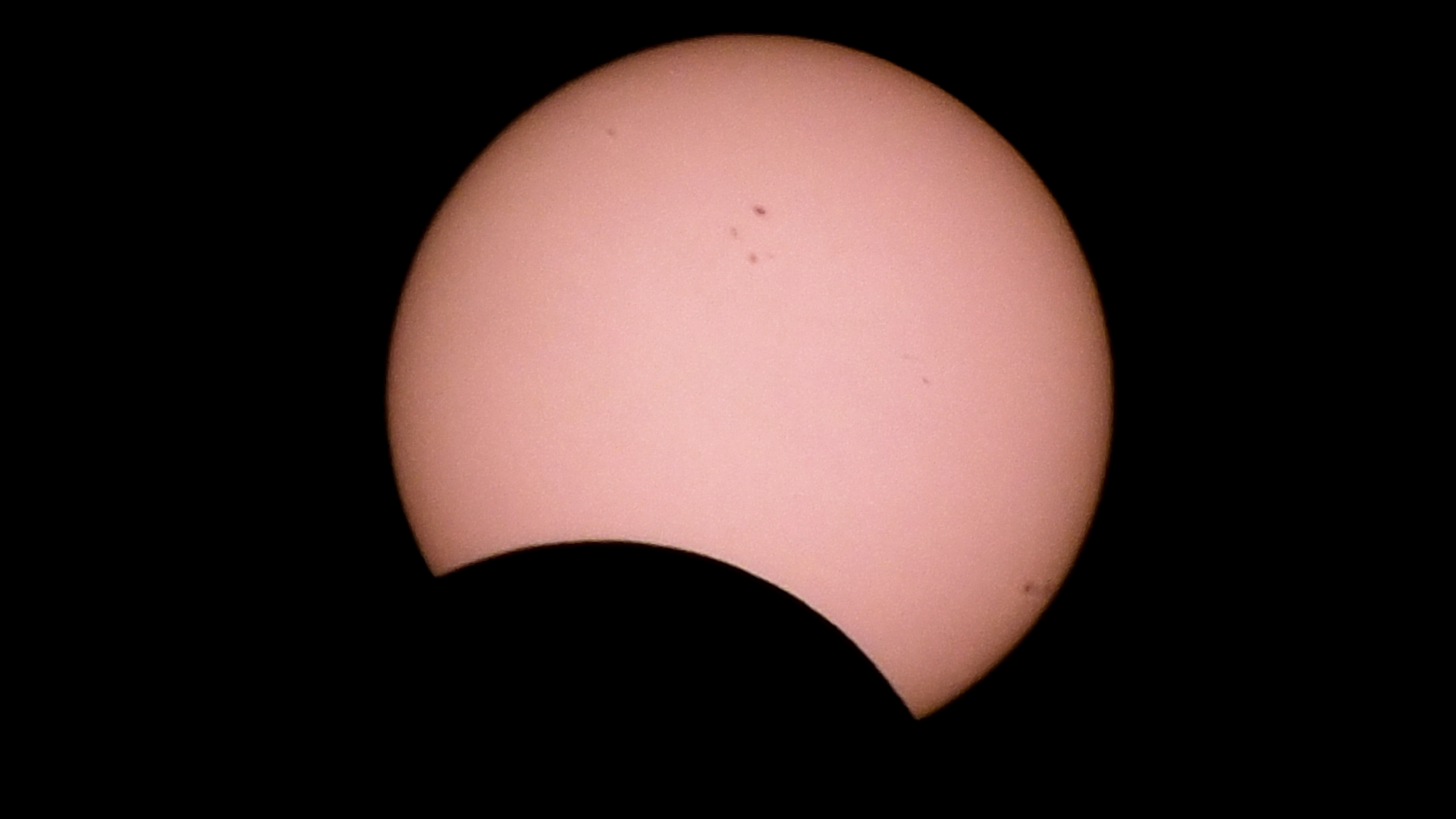
巴西巴約，12:35 UTC
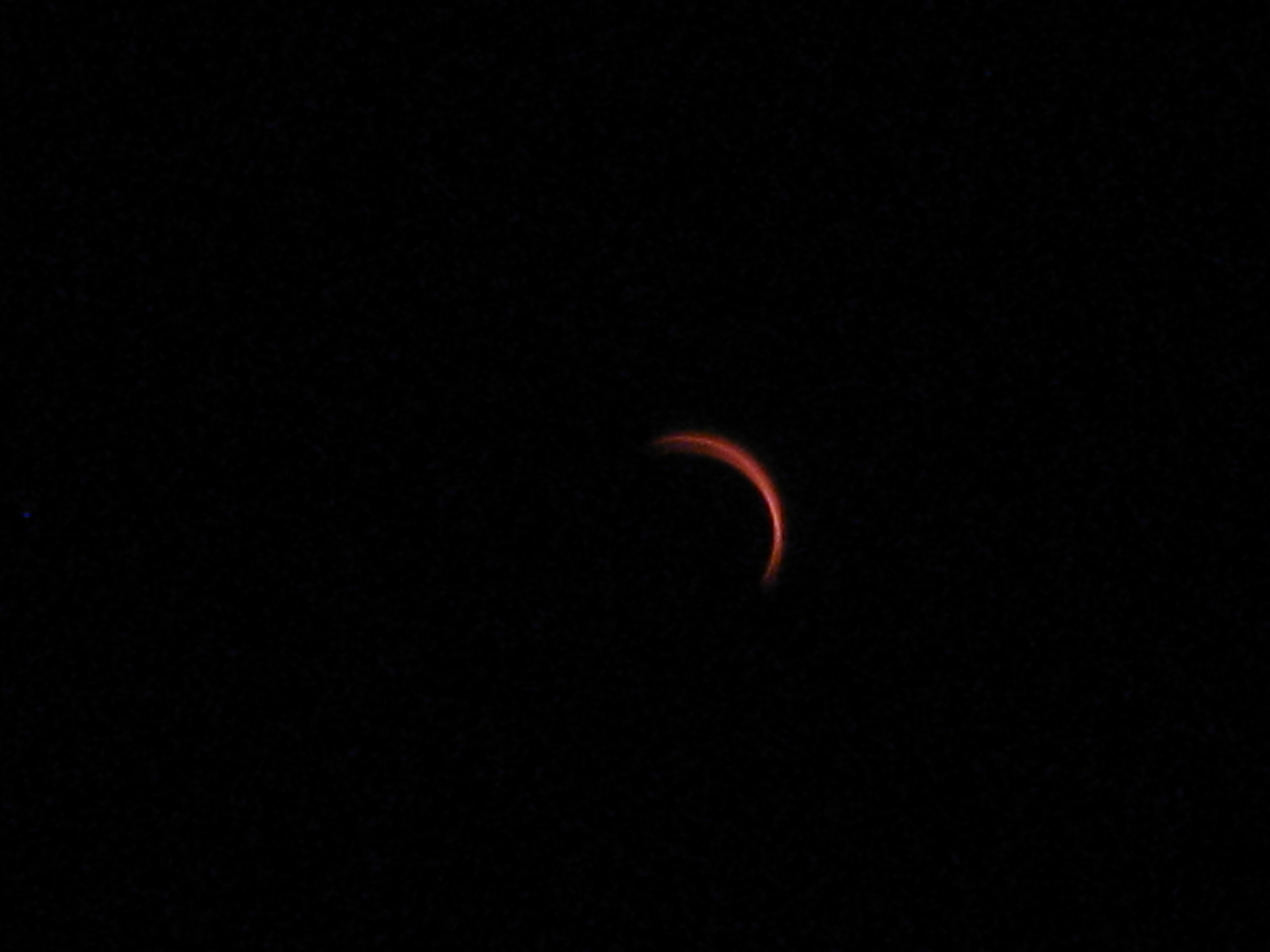
加蓬利伯維爾，13:42 UTC.
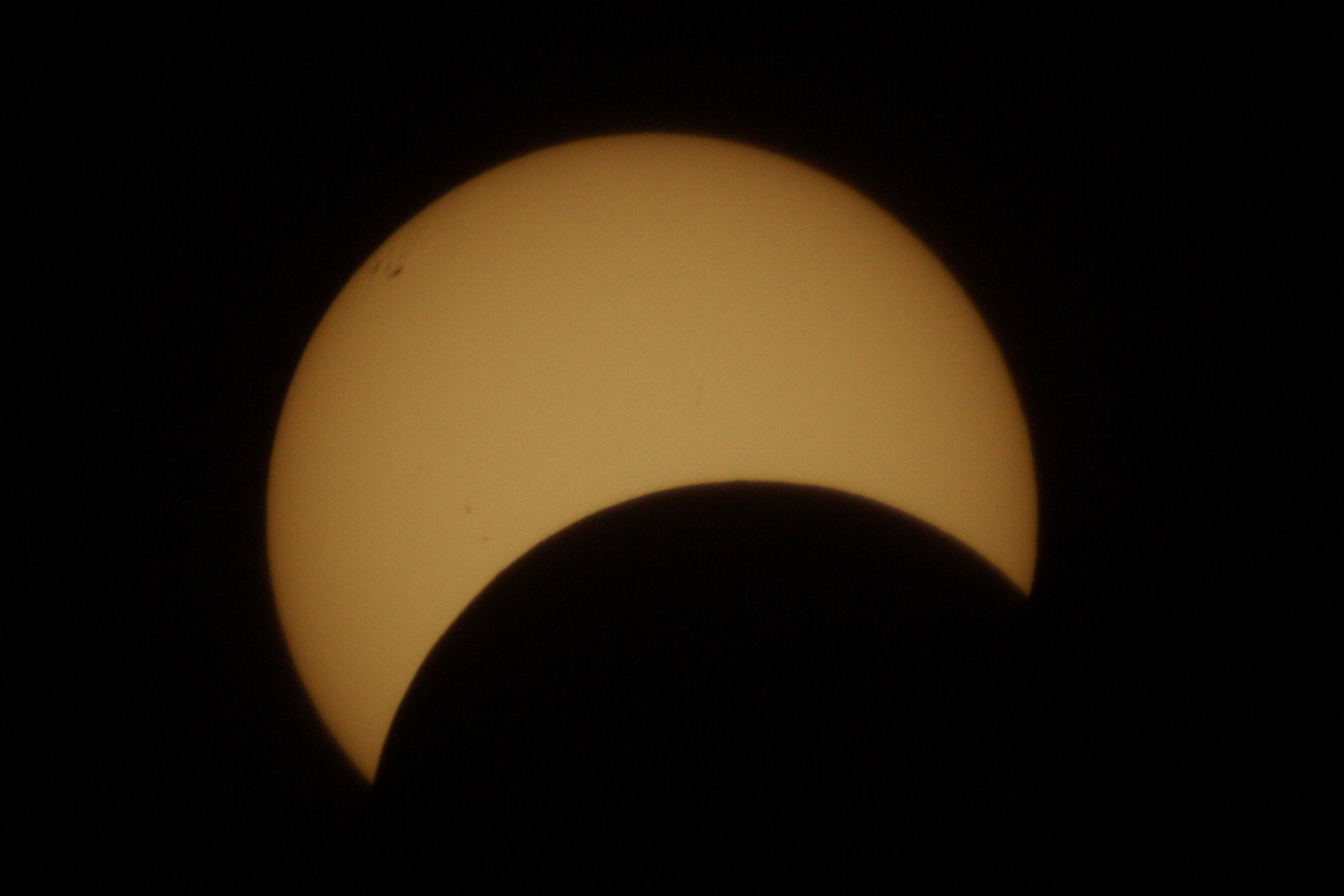
肯尼亞圖爾卡納湖，13:54 UTC
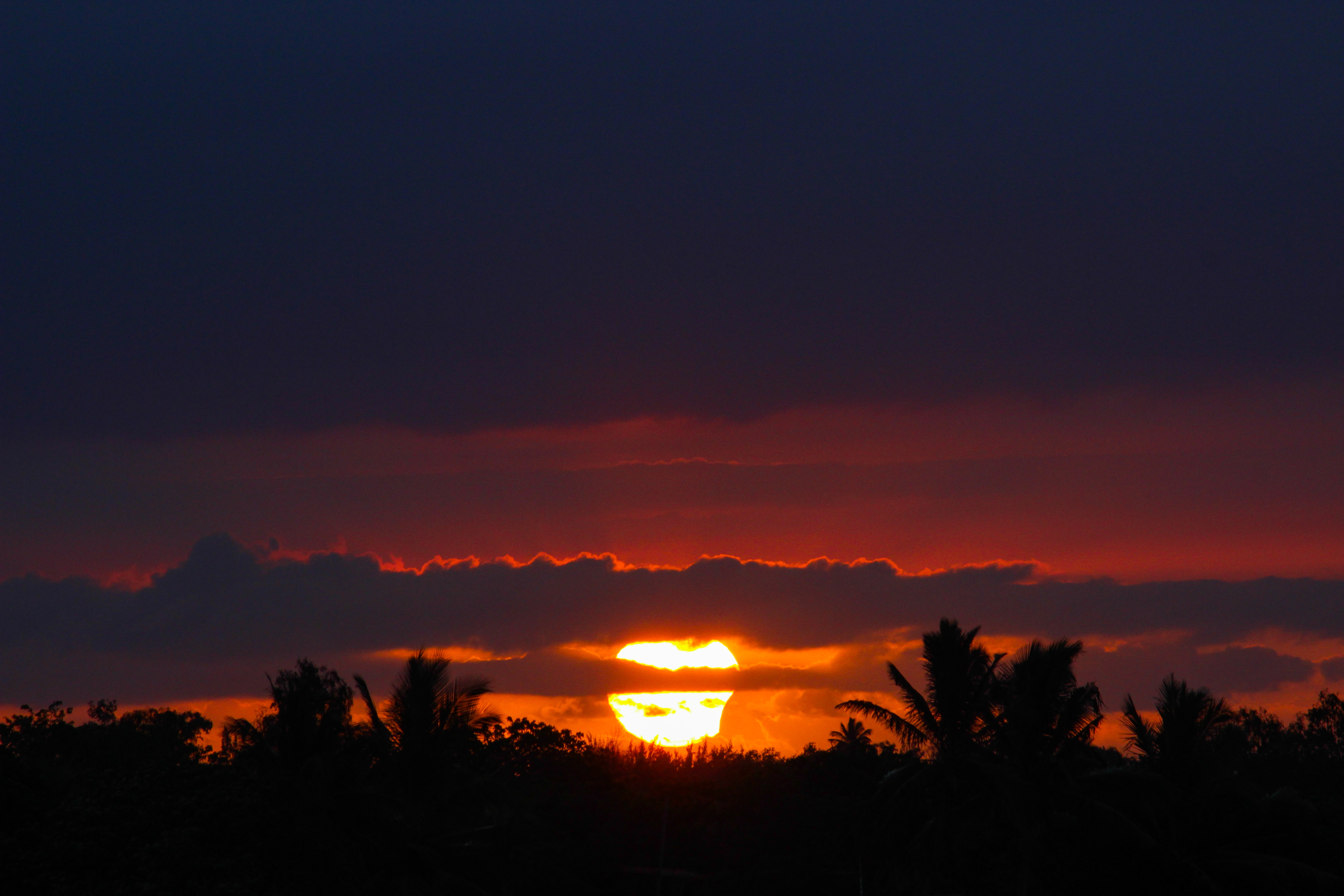
毛里求斯特里奧萊，14:18 UTC
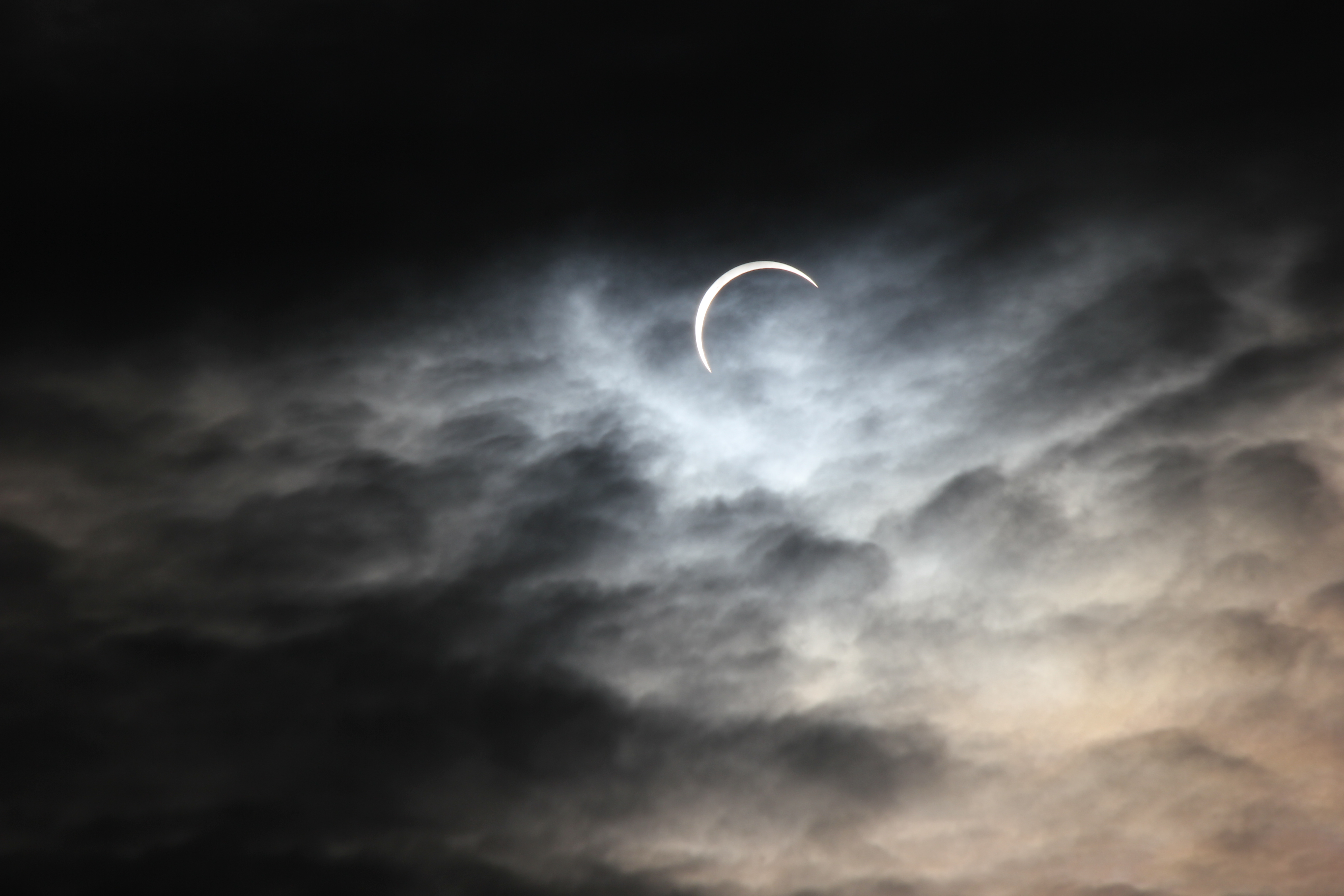
剛果民主共和國布尼亞，14:22 UTC
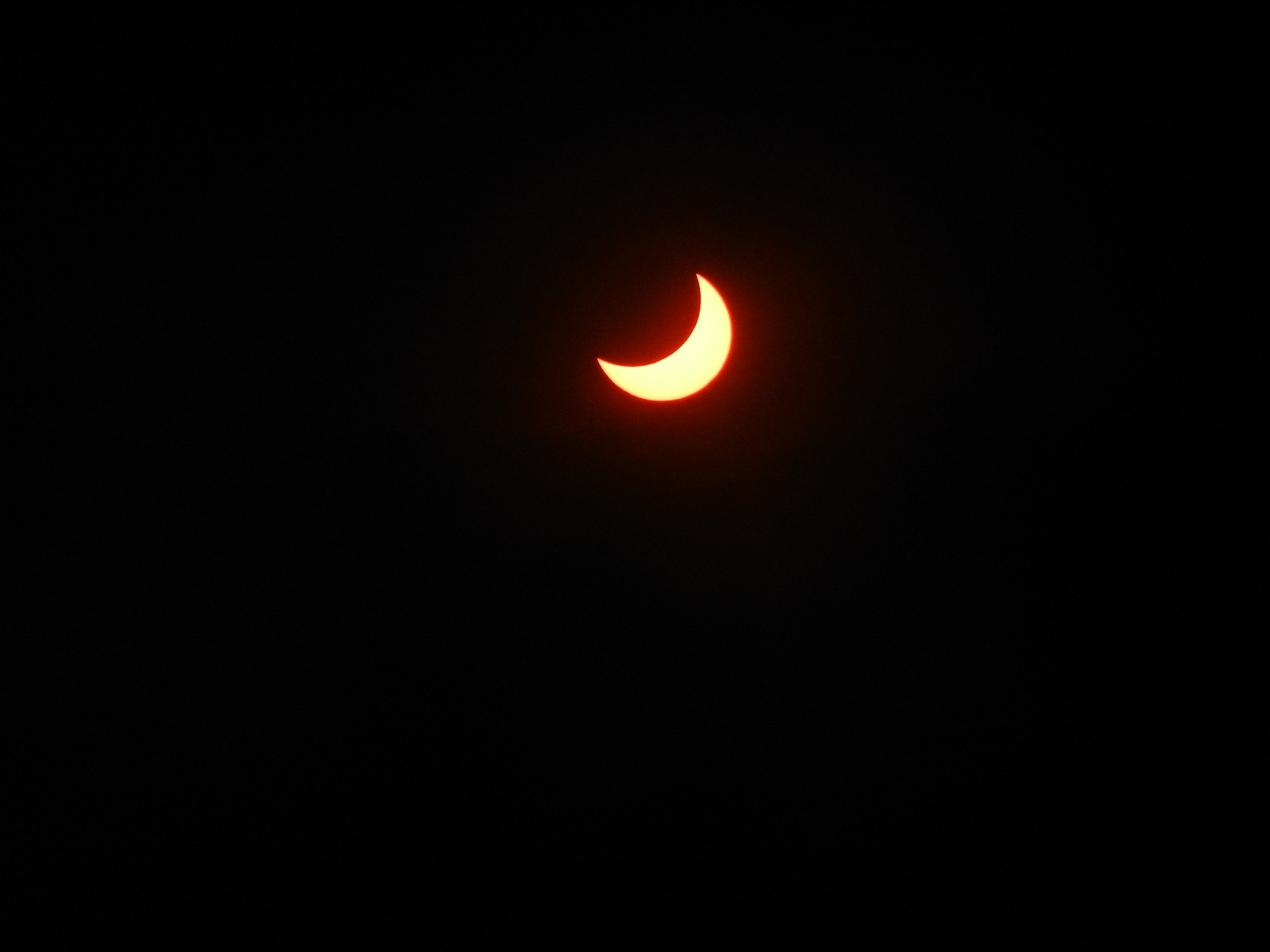
埃塞俄比亞亞的斯亞貝巴，14:50 UTC

## 相關的日食

### 2011-2014年的日食
月球交替位於相對的月球交點時，以半個交點年（食年），即約177天又4小時間隔出現下列日食。
註：2011年1月4日和2011年7月1日的日偏食屬於上一組交點年系列。
| 日食列表  |           |           |           |           |           |           |           |           |           |           |           |
| 1997-2000 | 2000-2003 | 2004-2007 | 2008-2011 | 2011-2014 | 2015-2018 | 2018-2021 | 2022-2025 | 2026-2029 | 2029-2032 | 2033-2036 | 2036-2039 |

| 降交點                     | 降交點                   |                              | 升交點                    | 升交點 |
| 沙羅周期                   | 地圖                     | 沙羅周期                     | 地圖                      |        |
| 118 挪威特罗姆瑟的日偏食   | 2011年6月1日 偏食（北）  | 123                          | 2011年11月25日 偏食（南） |        |
| 128 美国米德爾蓋特的日環食 | 2012年5月20日 環食       | 133 澳洲凱恩斯的日全食       | 2012年11月13日 全食       |        |
| 138 澳洲丘吉爾石的日環食   | 2013年5月10日 環食       | 143 加蓬利伯维尔的日偏食     | 2013年11月3日 全環食      |        |
| 148 澳洲阿德萊德的日偏食   | 2014年4月29日 環食（南） | 153 美国明尼阿波利斯的日偏食 | 2014年10月23日 偏食（北） |        |

### 沙羅週期
沙羅週期長度為18年11天。本次日食屬於沙羅週期143，共包含72次日食，依次為1617年3月7日至1779年6月14日的10次日偏食、1797年6月24日至1995年10月24日的12次日全食、2013年11月3日至2067年12月6日的4次全環食（亦稱混合食）、2085年12月16日至2536年9月16日的26次日環食、2554年9月28日至2873年4月23日的20次日偏食，總共歷時1280.14年。其中最長的全食發生於1887年8月19日，共持續了3分50秒。
下表列舉了1901年至2100年間發生的屬於該周期的日食，是第17至28次：
| 17            | 18             | 19             |
| ------------- | -------------- | -------------- |
| 1905年8月30日 | 1923年9月10日  | 1941年9月21日  |
| 20            | 21             | 22             |
| 1959年10月2日 | 1977年10月12日 | 1995年10月24日 |
| 23            | 24             | 25             |
| 2013年11月3日 | 2031年11月14日 | 2049年11月25日 |
| 26            | 27             |                |
| 2067年12月6日 | 2085年12月16日 |                |

### 墨冬章
默冬序列是至少包含5個以19年（6939.69天）重覆出現的食的週期組合，而這些日食幾乎都出現在日曆上相同的日期。另一方面，它也包含了1/5長或3.8年（1387.94天）的子週期。
這個序列從1964年6月10日至2036年8月21日，其中包含了20次的日食事件。
| 6月10-11日    | 3月27-29日    | 1月15-16日    | 11月3日       | 8月21-22日    |
| 117           | 119           | 121           | 123           | 125           |
| ------------- | ------------- | ------------- | ------------- | ------------- |
| 1964年6月10日 | 1968年3月28日 | 1972年1月16日 | 1975年11月3日 | 1979年8月22日 |
| 127           | 129           | 131           | 133           | 135           |
| 1983年6月11日 | 1987年3月29日 | 1991年1月15日 | 1994年11月3日 | 1998年8月22日 |
| 137           | 139           | 141           | 143           | 145           |
| 2002年6月10日 | 2006年3月29日 | 2010年1月15日 | 2013年11月3日 | 2017年8月21日 |
| 147           | 149           | 151           | 153           | 155           |
| 2021年6月10日 | 2025年3月29日 | 2029年1月14日 | 2032年11月3日 | 2036年8月21日 |

## 外部連結
- NASA日食專頁（页面存档备份，存于）（英文）
- 可見區域圖和時間統計：由弗雷德·埃斯佩纳克做出的日食預報，NASA/GSFC
  - Google互動地圖呈現的日食範圍
  - 貝塞爾元素
- Google地圖顯示的日全食、日環食和日偏食範圍（页面存档备份，存于）（法文）（英文）

圖片：
- 美国纽约市上空的日食（日偏食），2013年11月4日每日一天文圖
- 44000英尺（13000公尺）高空的日全食，2013年11月7日每日一天文圖，拍攝於百慕大東南約900公里處上空
- 乌干达上空的日食（日全食），2013年11月8日每日一天文圖，拍攝於乌干达北部區內比區波克韋羅鎮（Pokwero）
- 日全食期間的太陽，2013年11月11日每日一天文圖，由PROBA2（英语：PROBA2）衛星的SWAP (儀器)（英语：SWAP (instrument)）相機拍攝的紫外光影像、拍攝於加蓬的日全食、太陽和太陽圈探测器上的大角度分光日冕儀（英语：Large Angle and Spectrometric Coronagraph）通過人造日食拍攝的向外泛流的日冕由內而外依次疊加而成

| \| \| 日食 \|                             |                              |                                           |
| 上一次日食： 2013年5月10日日食 （日環食） | 2013年11月3日日食 （全環食） | 下一次日食： 2014年4月29日日食 （日環食） |
| 上一次全環食： 2005年4月8日日食           | 2013年11月3日日食 （全環食） | 下一次全環食： 2023年4月20日日食          |
|                                           | 日食                         |                                           |